# Mattiwade, Chikodi
Mattiwade là một làng thuộc tehsil Chikodi, huyện Belgaum, bang Karnataka, Ấn Độ.